# Ascoli Calcio 1898 FC 2022-2023
Questa voce raccoglie le informazioni riguardanti l'Ascoli Calcio FC 1898 nelle competizioni ufficiali della stagione 2022-2023.

## Stagione
Nella stagione 2022-2023 l'Ascoli disputa il campionato di Serie B, raccoglie 47 punti con il dodicesimo posto. Inizia la stagione con il tecnico Cristian Bucchi, chiude il girone di andata con 25 punti, ad inizio febbraio il tecnico viene sostituito con Roberto Breda che chiude il torneo a due punti dai Play-off. Miglior realizzatore ascolano di stagione l'ivoriano Cedric Gondo che firma 7 reti. Nei trentaduesimi della Coppa Italia i bianconeri passano (2-3) a Venezia, nei sedicesimi pareggiano (2-2) a Marassi con la Sampdoria dopo i supplementari, ma escono dal torneo perdendo (9-8) ai calci di rigore.

## Divise e sponsor
| Casa | Trasferta | Terza divisa | Quarta divisa |

Sponsor tecnico: Nike.

## Organigramma societario
Area direttiva
- Patron: Massimo Pulcinelli
- Presidente: Carlo Neri
- Vicepresidente vicario: Andrea Di Maso
- Vicepresidente: Vittorio Cimin
- Direttore generale: Domenico Verdone
- Amministratore delegato: Andrea Leo
- Ufficio Amministrazione: Grazia Maria Di Silvestre, Gaia Gaspari
- Ufficio legale: Maria Cristina Celani
- Segretario generale: Marco Maria Marcolini
- Delegato alla Sicurezza: Mauro Cesari
- Vice delegato alla sicurezza: Orietta Contisciani

Area organizzativa
- Direttore sportivo: Marco Valentini
- Team Manager e Segretario sportivo: Mirko Evangelista
- Coordinatore Settore Giovanile: Gianmarco Marucchi

Area comunicazione e marketing
- Responsabile Marketing: Domenico Verdone
- Responsabile Comunicazione e Addetto Stampa: Valeria Lolli
- Responsabile Biglietteria: Marco Maria Marcolini
- Supporter Liaison Officer: Giuseppe Cinti

Area tecnica
- Allenatore: Cristian Bucchi,[2] poi Roberto Breda
- Vice allenatore: Mirko Savini,[2] poi Vincenzo Melidona
- Preparatore dei portieri: Andrea Aquilanti
- Responsabile preparatore atletico: Iuri Bartoli,[2] poi Donatello Matarangolo
- Preparatore Atletico: Vincenzo Paradisi
- Collaboratore Tecnico: Flavio Giampieretti,[2] Andrea Mazzantini,[2] poi William Luzi
- Recupero infortunati: Nazzareno Salvatori
- Magazzinieri: Emidio Alessi, Marco Bonfini, Gaetano Camaioni, Alessandro Giacobbi

Area sanitaria
- Responsabile: Raffaella Giagnorio
- Medico sociale: Francesco Palummieri, Nicola Sorino
- Recupero infortunati: Carlo Voltolini
- Fisioterapisti: Daniele Zannini, Matteo Evangelisti, Piero Bortolin, Vittorio Bronzi

## Rosa
Rosa tratta dal sito ufficiale dell'Ascoli aggiornata al 29 Agosto 2022.
| N. |                           | Ruolo | Calciatore                  |
| -- | ------------------------- | ----- | --------------------------- |
| 1  | Italia (bandiera)         | P     | Nicola Leali                |
| 2  | Italia (bandiera)         | D     | Alessandro Salvi            |
| 4  | Croazia (bandiera)        | D     | Lorenco Šimić               |
| 5  | Italia (bandiera)         | D     | Danilo Quaranta             |
| 6  | Francia (bandiera)        | C     | Eddy Gnahoré                |
| 7  | Svizzera (bandiera)       | A     | Christopher Lungoyi         |
| 8  | Italia (bandiera)         | C     | Fabrizio Caligara           |
| 9  | Italia (bandiera)         | A     | Federico Dionisi (capitano) |
| 10 | Italia (bandiera)         | A     | Amato Ciciretti             |
| 11 | Italia (bandiera)         | A     | Francesco Forte             |
| 12 | Italia (bandiera)         | P     | Luca Bolletta               |
| 13 | Italia (bandiera)         | P     | Enrico Guarna               |
| 14 | Italia (bandiera)         | A     | Davide Marsura              |
| 15 | Costa d'Avorio (bandiera) | A     | Cedric Gondo                |
| 17 | Italia (bandiera)         | D     | Claud Adjapong              |
| 18 | Italia (bandiera)         | C     | Michele Collocolo           |
| 19 | Bulgaria (bandiera)       | A     | Atanas Iliev                |
| 20 | Italia (bandiera)         | D     | Francesco Donati            |
| 21 | Italia (bandiera)         | D     | Simone Giordano             |

| N. |                           | Ruolo | Calciatore         |
| -- | ------------------------- | ----- | ------------------ |
| 22 | Italia (bandiera)         | P     | Matteo Raffaelli   |
| 23 | Italia (bandiera)         | C     | Marcello Falzerano |
| 26 | Marocco (bandiera)        | A     | Soufiane Bidaoui   |
| 24 | Costa d'Avorio (bandiera) | C     | Alassane Sidibe    |
| 27 | Italia (bandiera)         | C     | Mirko Eramo        |
| 28 | Italia (bandiera)         | C     | Federico Proia     |
| 29 | Italia (bandiera)         | A     | Filippo Palazzino  |
| 32 | Italia (bandiera)         | C     | Samuel Giovane     |
| 33 | Brasile (bandiera)        | D     | Eric Botteghin     |
| 36 | Italia (bandiera)         | C     | Andrea Franzolini  |
| 44 | Slovenia (bandiera)       | D     | Aljaž Tavčar       |
| 46 | Svizzera (bandiera)       | P     | Noam Baumann       |
| 54 | Italia (bandiera)         | D     | Nicola Falasco     |
| 55 | Italia (bandiera)         | D     | Giuseppe Bellusci  |
| 77 | Liechtenstein (bandiera)  | C     | Marcel Büchel      |
| 90 | Portogallo (bandiera)     | A     | Pedro Mendes       |
| 93 | Italia (bandiera)         | A     | Alessio Re         |
| 99 | Stati Uniti (bandiera)    | C     | Anthony Fontana    |

## Calciomercato

### Sessione estiva(dal 1/7 al 1/9)
| Acquisti | Acquisti            | Acquisti           | Acquisti                                          |
| R.       | Nome                | da                 | Modalità                                          |
| -------- | ------------------- | ------------------ | ------------------------------------------------- |
| P        | Noam Baumann        | Lugano             | fine contratto                                    |
| D        | Claud Adjapong      | Sassuolo           | definitivo                                        |
| D        | Giuseppe Bellusci   | Monza              | definitivo                                        |
| D        | Francesco Donati    | Empoli             | prestito                                          |
| D        | Simone Giordano     | Sampdoria          | prestito                                          |
| C        | Fabrizio Caligara   | Cagliari           | riscatto cartellino                               |
| C        | Manuele Castorani   | Feralpisalò        | fine prestito                                     |
| C        | Amato Ciciretti     | Pordenone          | prestito con obbligo di riscatto                  |
| C        | Diego Fabbrini      | Alessandria        | fine prestito                                     |
| C        | Marcello Falzerano  | Perugia            | fine contratto                                    |
| C        | Marco Fiorani       | Teramo             | fine prestito                                     |
| C        | Eddy Gnahoré        | Amiens             | fine contratto                                    |
| A        | Andrea De Paoli     | Monopoli           | riscatto cartellino                               |
| A        | Cedric Gondo        | Cremonese          | prestito con diritto di riscatto                  |
| A        | Christopher Lungoyi | Juventus U23       | prestito con diritto di riscatto e controriscatto |
| A        | Pedro Mendes        | Sporting Lisbona   | definitivo                                        |
| A        | Danilo Ventola      | Virtus Francavilla | fine prestito                                     |

| Cessioni | Cessioni               | Cessioni         | Cessioni      |
| R.       | Nome                   | a                | Modalità      |
| -------- | ---------------------- | ---------------- | ------------- |
| D        | Federico Baschirotto   | Lecce            | definitivo    |
| D        | Tommaso D'Orazio       | Südtirol         | definitivo    |
| C        | Gian Filippo Felicioli | Venezia          | fine prestito |
| D        | Amine Ghazoini         | Vis Pesaro       | prestito      |
| D        | Manuel Ricciardi       | Avellino         | definitivo    |
| D        | Daniele Sarzi Puttini  | Triestina        | definitivo    |
| D        | Francesco Semeraro     | Gubbio           | definitivo    |
| D        | Lukas Spendlhofer      |                  | svincolato    |
| C        | Manuele Castorani      | Siena            | prestito      |
| C        | Marco Fiorani          | Messina          | prestito      |
| C        | Dean Lico              |                  | svincolato    |
| C        | Francesco Luciani      | Fermana          | prestito      |
| C        | Fabio Maistro          | Lazio            | fine prestito |
| C        | Luca Paganini          |                  | svincolato    |
| C        | Dario Šarić            | Palermo          | definitivo    |
| C        | Christian Scorza       | Fermana          | prestito      |
| A        | Andrea De Paoli        | Siena            | prestito      |
| A        | Davide Di Francesco    | Monterosi Tuscia | definitivo    |
| A        | Federico Ricci         | Reggina          | fine prestito |
| A        | Frank Tsadjout         | Milan            | fine prestito |
| A        | Danilo Ventola         | Recanatese       | prestito      |
| A        | Francesco Intinacelli  |                  | svincolato    |

### Sessione invernale(dal 2/1 al 31/1)
| Acquisti | Acquisti        | Acquisti     | Acquisti                         |
| R.       | Nome            | da           | Modalità                         |
| -------- | --------------- | ------------ | -------------------------------- |
| C        | Davide Marsura  | Modena       | definitivo                       |
| C        | Federico Proia  | L.R. Vicenza | prestito con diritto di riscatto |
| C        | Alassane Sidibe | Atalanta     | prestito                         |
| A        | Francesco Forte | Benevento    | prestito con obbligo di riscatto |
| A        | Danilo Ventola  | Recanatese   | fine prestito                    |

| Cessioni | Cessioni         | Cessioni       | Cessioni      |
| R.       | Nome             | a              | Modalità      |
| -------- | ---------------- | -------------- | ------------- |
| P        | Noam Baumann     | -              | svincolato    |
| D        | Alessandro Salvi | Cittadella     | definitivo    |
| C        | Diego Fabbrini   | Lucchese       | definitivo    |
| C        | Anthony Fontana  | -              | svincolato    |
| A        | Soufiane Bidaoui | Frosinone      | definitivo    |
| A        | Atanas Iliev     | -              | svincolato    |
| A        | Danilo Ventola   | Fidelis Andria | fine prestito |

## Risultati

### Serie B

#### Girone di andata
| Arbitro: | Cosso (Reggio Calabria) |

|                             |           |             |
| Botteghin 14’ Collocolo 32’ | Marcatori | 76’ Favilli |

| Arbitro: | Gariglio (Pinerolo) |

|                  |           |             |
| Gondo 21’ (rig.) | Marcatori | 26’ Maistro |

| Arbitro: | Minelli (Varese) |

|                       |           |                     |
| Brunori 36’ Segre 63’ | Marcatori | 27’, 50’, 52’ Gondo |

| Ascoli Piceno 3 settembre 2022, ore 14:00 CEST 4ª giornata | Ascoli               | 0 – 0 referto | Cittadella | Stadio Cino e Lillo Del Duca (6 675 spett.)\| Arbitro: \| Meraviglia (Pistoia) \| |
| Arbitro:                                                   | Meraviglia (Pistoia) |               |            |                                                                                   |

| Arbitro: | Piccinini (Forlì) |

|               |           |  |
| Strizzolo 42’ | Marcatori |  |

| Arbitro: | Prontera (Bologna) |

|             |           |                               |
| Lungoyi 79’ | Marcatori | 7’ Tutino 18’ Inglese 66’ Man |

| Arbitro: | Fabbri (Ravenna) |

|            |           |              |
| Farias 48’ | Marcatori | 6’ Botteghin |

| Arbitro: | Serra (Torino) |

|             |           |                         |
| Dionisi 26’ | Marcatori | 55’ Falcinelli 90’ Diaw |

| Arbitro: | Rutella (Enna) |

|  |           |                       |
|  | Marcatori | 78’ Šimić 89’ Dionisi |

| Arbitro: | Aureliano (Bologna) |

|                               |           |               |
| Dionisi 33’ (rig.) Mendes 81’ | Marcatori | 85’ Pavoletti |

| Arbitro: | Piccinini (Forlì) |

|  |           |                           |
|  | Marcatori | 67’ Dionisi 86’ Collocolo |

| Arbitro: | Gariglio (Pinerolo) |

|         |           |                 |
| Ayé 54’ | Marcatori | 90+3’ Botteghin |

| Arbitro: | Marinelli (Tivoli) |

|  |           |                |
|  | Marcatori | 70’ R. Insigne |

| Arbitro: | Prontera (Bologna) |

|                                |           |                           |
| Casiraghi 57’ (rig.) Rover 84’ | Marcatori | 1’ Ciciretti 25’ Caligara |

| Arbitro: | Chiffi (Padova) |

|                                         |           |                             |
| Cerri 6’ (aut.) Ciciretti 73’ Šimić 83’ | Marcatori | 17’, 29’ Mancuso 79’ Blanco |

| Arbitro: | Santoro (Messina) |

|                                          |           |  |
| Torregrossa 45+3’ (rig.) Canestrelli 87’ | Marcatori |  |

| Ascoli Piceno 11 dicembre 2022, ore 15:00 CET 17ª giornata | Ascoli        | 0 – 0 referto | Genoa | Stadio Cino e Lillo Del Duca (7 072 spett.)\| Arbitro: \| Doveri (Roma) \| |
| Arbitro:                                                   | Doveri (Roma) |               |       |                                                                            |

| Arbitro: | Sacchi (Macerata) |

|             |           |                                      |
| Nasti 90+3’ | Marcatori | 17’ Donati 89’ Gondo 90+5’ Collocolo |

| Arbitro: | Abisso (Palermo) |

|  |           |           |
|  | Marcatori | 64’ Rivas |

#### Girone di ritorno
| Arbitro: | Irrati (Pistoia) |

|             |           |  |
| Palumbo 27’ | Marcatori |  |

| Arbitro: | Ghersini (Genova) |

|              |           |              |
| Dickmann 16’ | Marcatori | 41’ Adjapong |

| Arbitro: | Feliciani (Teramo) |

|           |           |                  |
| Forte 64’ | Marcatori | 15’, 82’ Brunori |

| Arbitro: | Ferrieri Caputi (Livorno) |

|                                        |           |  |
| Crociata 16’ Antonucci 76’ (rig.), 78’ | Marcatori |  |

| Arbitro: | Marchetti (Ostia Lido) |

|               |           |  |
| Collocolo 60’ | Marcatori |  |

| Arbitro: | Baroni (Firenze) |

|  |           |                  |
|  | Marcatori | 62’ (rig.) Gondo |

| Ascoli Piceno 26 febbraio 2023, ore 16:15 CET 26ª giornata | Ascoli                  | 0 – 0 referto | Benevento | Stadio Cino e Lillo Del Duca (10 186 spett.)\| Arbitro: \| Cosso (Reggio Calabria) \| |
| Arbitro:                                                   | Cosso (Reggio Calabria) |               |           |                                                                                       |

| Arbitro: | Gariglio (Pinerolo) |

|  |           |            |
|  | Marcatori | 75’ Mendes |

| Arbitro: | Abisso (Palermo) |

|  |           |                       |
|  | Marcatori | 45+3’ (rig.) Cheddira |

| Arbitro: | Miele (Nola) |

|                                         |           |           |
| Lapadula 56’, 84’ Mancosu 61’ Zappa 88’ | Marcatori | 19’ Forte |

| Arbitro: | Fourneau (Roma) |

|  |           |               |
|  | Marcatori | 90+1’ Carboni |

| Arbitro: | Paterna (Teramo) |

|                                                          |           |                                            |
| Mendes 42’ Forte 47’ Caligara 90+1’ (rig.) Marsura 90+5’ | Marcatori | 19’ Listkowski 65’ (rig.) Ayé 90+9’ Bisoli |

| Arbitro: | Santoro (Messina) |

|                            |           |  |
| Lucioni 41’ Mulattieri 50’ | Marcatori |  |

| Arbitro: | Minelli (Varese) |

|                  |           |  |
| Gondo 89’ (rig.) | Marcatori |  |

| Como 22 aprile 2023, ore CEST 34ª giornata                              | Como      | 1 – 1 referto      | Ascoli | Stadio Giuseppe Sinigaglia |
| \| \| \| \| \| Cerri 90+1’ (rig.) \| Marcatori \| 68’ (rig.) Dionisi \| |           |                    |        |                            |
|                                                                         |           |                    |        |                            |
| Cerri 90+1’ (rig.)                                                      | Marcatori | 68’ (rig.) Dionisi |        |                            |

| Arbitro: | Rosario Abisso (Palermo) |

|                        |           |             |
| Mendes 53’ Marsura 73’ | Marcatori | 82’ Masucci |

| Arbitro: | Sozza (Milano) |

|                     |           |             |
| Bani 16’ Badelj 63’ | Marcatori | 68’ Marsura |

| Arbitro: | Colombo (Como) |

|            |           |             |
| Büchel 36’ | Marcatori | 2’ D'Orazio |

| Arbitro: | Fabbri (Ravenna) |

|               |           |  |
| Canotto 90+4’ | Marcatori |  |

### Coppa Italia

#### Turni eliminatori
| Arbitro: | Paterna (Teramo) |

|                     |           |                                       |
| Mikaelsson 88’, 89’ | Marcatori | 35’ Šarić 70’ Falzerano 90+1’ Fontana |

| Arbitro: | Zufferli (Udine) |

|                                                                                  |                      |                                                                                        |
| Verre 10’ Caputo 118’                                                            | Marcatori            | 33’ Collocolo 110’ Donati                                                              |
| Gabbiadini Villar Đuričić Caputo Verre Augello Conti Léris Murru Ferrari Contini | Tiri di rigore 9 – 8 | Botteghin Eramo Falasco Gondo Caligara Falzerano Bidaoui Donati Quaranta Tavčar Guarna |

## Statistiche

### Statistiche di squadra
Statistiche aggiornate al 19 dicembre 2022.
| Competizione | Punti | In casa | In casa | In casa | In casa | In casa | In casa | In trasferta | In trasferta | In trasferta | In trasferta | In trasferta | In trasferta | Totale | Totale | Totale | Totale | Totale | Totale | DR |
| Competizione | Punti | G       | V       | N       | P       | Gf      | Gs      | G            | V            | N            | P            | Gf           | Gs           | G      | V      | N      | P      | Gf     | Gs     | DR |
| ------------ | ----- | ------- | ------- | ------- | ------- | ------- | ------- | ------------ | ------------ | ------------ | ------------ | ------------ | ------------ | ------ | ------ | ------ | ------ | ------ | ------ | -- |
| Serie B      | 42    | 17      | 5       | 5       | 7       | 17      | 20      | 16           | 6            | 4            | 6            | 18           | 21           | 33     | 11     | 9      | 13     | 35     | 41     | -6 |
| Coppa Italia | -     | 0       | 0       | 0       | 0       | 0       | 0       | 2            | 1            | 0            | 1            | 5            | 4            | 2      | 1      | 0      | 1      | 5      | 4      | +1 |
| Totale       | 42    | 17      | 5       | 5       | 7       | 17      | 20      | 18           | 7            | 4            | 7            | 23           | 25           | 35     | 11     | 9      | 14     | 40     | 45     | -5 |

### Andamento in campionato
| Giornata  | 1 | 2 | 3 | 4 | 5 | 6  | 7  | 8  | 9  | 10 | 11 | 12 | 13 | 14 | 15 | 16 | 17 | 18 | 19 | 20 | 21 | 22 | 23 | 24 | 25 | 26 | 27 | 28 | 29 | 30 | 31 | 32 | 33 | 34 | 35 | 36 | 37 | 38 |
| --------- | - | - | - | - | - | -- | -- | -- | -- | -- | -- | -- | -- | -- | -- | -- | -- | -- | -- | -- | -- | -- | -- | -- | -- | -- | -- | -- | -- | -- | -- | -- | -- | -- | -- | -- | -- | -- |
| Luogo     | C | C | T | C | T | C  | T  | C  | T  | C  | T  | T  | C  | T  | C  | T  | C  | T  | C  | T  | T  | C  | T  | C  | T  | C  | T  | C  | T  | C  | C  | T  | C  | T  | C  | T  | C  | T  |
| Risultato | V | N | V | N | P | P  | N  | P  | V  | V  | V  | N  | P  | N  | N  | P  | N  | V  | P  | P  | N  | P  | P  | V  | V  | N  | V  | P  | P  | P  | V  | P  | V  |    |    |    |    |    |
| Posizione | 5 | 4 | 1 | 4 | 8 | 11 | 12 | 13 | 11 | 9  | 7  | 7  | 9  | 9  | 9  | 11 | 10 | 9  | 10 | 10 | 12 | 12 | 13 | 12 | 12 | 12 | 10 | 10 | 12 | 13 | 11 | 13 | 12 |    |    |    |    |    |

Legenda:

Luogo: C = Casa; T = Trasferta. Risultato: V = Vittoria; N = Pareggio; P = Sconfitta.

### Statistiche dei giocatori
Sono in corsivo i calciatori che hanno lasciato la società a stagione in corso.